# Epitola
Epitola is een geslacht van vlinders van de familie Lycaenidae, uit de onderfamilie Poritiinae.

## Soorten
- E. adolphifriderici Schultze, 1911
- E. alba Jackson, 1962
- E. albomaculata Bethune-Baker, 1903
- E. azurea Jackson, 1962
- E. badura Kirby, 1890
- E. bwamba Jackson, 1964
- E. carcina Hewitson, 1873
- E. carilla Roche, 1954
- E. carpenteri Bethune-Baker, 1921
- E. catuna Kirby, 1890
- E. cephena Hewitson, 1873
- E. ceraunia Hewitson, 1873
- E. cercene Hewitson, 1873
- E. cercenoides Holland, 1890
- E. coerulea Jackson, 1962
- E. concepcion Suffert, 1904
- E. congoana Schultze & Aurivillius
- E. conjuncta Smith & Kirby, 1893
- E. convexa Roche, 1954
- E. crowleyi Sharpe, 1890
- E. cyanea Jackson, 1964
- E. daveyi Roche, 1954
- E. decellei Stempffer, 1956
- E. divisa Butler, 1901
- E. dolorosa Roche, 1954
- E. dorothea (Bethune-Baker, 1904)
- E. dubia Jackson, 1964
- E. dunia Kirby, 1887
- E. elion Westwood, 1851
- E. elissa Grose-Smith, 1898
- E. ernesti Karsch, 1895
- E. falkensteini Dewitz, 1879
- E. flavoantennata Roche, 1954
- E. gerina Hewitson, 1878
- E. ghesquierei Roche, 1954
- E. goodi Holland, 1890
- E. hewitsoni Mabille, 1877
- E. hewitsonioides Hawker-Smith, 1933
- E. hyetta Hewitson, 1873
- E. ikoya Roche, 1954
- E. insulana Schultze & Aurivillius, 1910
- E. intermedia Roche, 1954
- E. iturina Joicey & Talbot, 1921
- E. ivoriensis Jackson, 1967
- E. kamengensis Jackson, 1962
- E. katerae Jackson, 1962
- E. katharinae Poulton, 1929
- E. lamborni Bethune-Baker, 1921
- E. leonina Staudinger, 1888
- E. liana Roche, 1954

- E. maculata Hawker-Smith, 1926
- E. mangoensis Bethune-Baker
- E. mara Talbot, 1935
- E. marginata Kirby, 1887
- E. mengoensis Bethune-Baker, 1906
- E. mercedes Suffert, 1904
- E. miranda Staudinger, 1889
- E. mirifica Jackson, 1964
- E. mongiro Jackson, 1968
- E. mpangensis Jackson, 1962
- E. nigeriae Jackson, 1962
- E. nigra Bethune-Baker, 1903
- E. nigrovenata Jackson, 1962
- E. nitide Druce, 1910
- E. obscura Hawker-Smith, 1933
- E. orientalis Roche, 1954
- E. ouesso Jackson, 1962
- E. pinodes Druce, 1890
- E. pinodoides Smith & Kirby, 1893
- E. posthumus (Fabricius, 1793)
- E. pseudelissa Jackson, 1968
- E. pseudoconjuncta Jackson, 1962
- E. pulverulenta Dufrane, 1953
- E. rezia Smith & Kirby
- E. rileyi Audeoud, 1936
- E. semibrunnea Bethune-Baker, 1916
- E. staudingeri Kirby, 1890
- E. subargentea Jackson, 1964
- E. subgriseata Jackson, 1964
- E. sublustris (Bethune-Baker, 1904)
- E. teresa Hewitson, 1869
- E. tumentia Druce, 1910
- E. uniformis Kirby, 1887
- E. urania Kirby, 1887
- E. vinalli Talbot, 1935
- E. virginea (Bethune-Baker, 1904)
- E. viridana Joicey & Talbot, 1921
- E. zelica Kirby, 1890
- E. zelza Hewitson, 1873